# 清都公主
清都公主（?—?），为南北朝北周武帝宇文邕的女儿。
清都公主嫁给了阎庆的儿子阎毗，周武帝为了答谢阎庆帮助自己除掉宇文护。命阎庆之子阎毗七岁袭石保县公，选阎毗为驸马，娶清都公主。周宣帝即位，拜阎毗仪同三司，授千牛左右。隋文帝时，因为阎毗和太子杨勇有交情，阎毗和妻儿一起被罚为奴婢，后来免罪为民，不久官复原职。公主和阎毗有子阎立德、阎立本。

## 传記資料
- 《周书》卷二十 列传第十二